# Hidalgo (noble)

Corona d'Hidalgo

Hidalgo és un concepte espanyol, pròpiament castellà, i es refereix al noble que estava exempt del pagament de tributs. Des del segle vii es troben en la que més tard seria Castella els termes fijodalgo i fidalgo, d'on arriba a l'edat mitjana com hijodalgo i hidalgo. La paraula fidalgo es va mantenir en portuguès, encara que amb característiques distintes.
La característica fonamental n'era el caràcter de noblesa sense béns, però exempts de les càrregues i tributs que pagaven els plebeus (pecheros). A Astúries, els hidalgos van arribar a ser gairebé un 80% de la població. Per a ser reconegut com a hidalgo solariego, calia justificar que els quatre avis havien estat hidalgos. Els altres eren tractats de manera sovint despectiva i se'ls apartava dels actes socials i de participar en germanors. Aquests eren els recentment nomenats per algun servei o tasca i molts dels quals estudiaven a les universitats.
Al començament, el títol va sorgir com un reconeixement. Però al llarg dels anys, es va estendre en forma descontrolada i els monarques, en canvi d'algun benefici econòmic personal, nomenaven hidalgos a qui els resultava convenient. Fou amb l'arribada de la Il·lustració i els Borbons que va començar una reforma en profunditat de la hisenda pública, una de les quals fou la limitació d'aquest tipus de nomenaments, ja que en aquells dies més de mig milió de persones gaudia d'exempcions tributàries basades en aquest títol. Amb el pas del temps la figura es va anar diluint fins a desaparèixer per complet en el primer terç del segle xix.
El tractament d'hidalgo, originàriament propi de la corona de Castella, s'exportà a la resta de regnes hispànics amb l'arribada dels Borbons. A Mallorca, per exemple, durant la segona meitat del segle xviii i principi del segle xix s'expediren certificats d'hidalguia, normalment a persones que tradicionalment formaven part de la mà major del braç reial, és a dir, terratinents, juristes, ciutadans honrats i també mercaders, amb la qual cosa el sistema nobiliari s'equiparà al castellà.
En nombroses obres de la literatura, entre elles el Quixot o el Lazarillo, es parla de la figura de l'hidalgo com la d'una persona digna de compassió, ja que sent pobre (per no tenir béns) havia de viure d'acord amb l'honor del seu càrrec. Posteriorment la figura va obtenir tints humorístics i despectius, en ser vistos com a falsos nobles, persones preocupades només per les aparences.